# Jaroslav Kopejtko
Jaroslav Kopejtko (1892–1953) byl český fotbalista, útočník. Vítěz Poháru dobročinnosti v letech 1913, 1914 a 1916.

## Fotbalová kariéra
Ve čtrnácti letech spoluzakládal Sportovní kroužek Viktoria Letná. Dále působil v SK Bubeneč a SK Letná, později odešel do tehdy známého klubu SK Olympia Praha VII, kde hráli zde například Pilát a Fivébr. V roce 1911, ve věku 19 let přišel na Letnou do Sparty, kde potvrdil své střelecké kvality. Následně se na rok vrátil do Olympie Praha VII, v roce 1912 ho přivedl předseda Rudolf Henčl do SK Viktorie Žižkov.
Do Viktorky Žižkov přišel v době, kdy se klub dotáhnul na Spartu a Slavii. V Pohár dobročinnosti v roce 1912 Viktorka prohrála se Slavií 3:4, o rok později získala cennou trofej po finálovém vítězství nad Slavií 2:O. Vítězství se podařilo Viktorce obhájit v roce 1914 (ve finále nad Slavií 1:0) a v roce 1916 (finále se Spartou 3:0). Tím získala pohár jako trojnásobný vítěz do trvalého vlastnictví.
V té době již zuřila 1. světová válka a Jaroslav Kopejtko odchází na vojnu, i tam hrál fotbal a střílel góly. Nejprve v Szegedu, později ve Vídni za místní Slovan. Hrál ale bez souhlasu Českého svazu i Viktorky Žižkov a byl za to doživotně diskvalifikován. Za Slovan Vídeň nastoupil v 57 utkáních, ve kterých vstřelil 113 gólů. Po válce je na radu bývalého spoluhráče z SK Bubeneč Karla Koželuha angažován do Teplitzer FK, který působil v rámci německého fotbalového svazu. Po dvou letech zařídila Viktorka jeho amnestii a vrátil se na Žižkov. V roce 1921 vstřelil ve 44 zápasech 72 gólů.
Během roku 1921 působil i v týmu Old boys Viktorky Žižkov a připravoval se na konec sportovní kariéry. Když v roce 1921 odjížděla Sparta na španělské turné, kde se měla střetnout s FC Barcelona o evropský primát, vzpomněli si na něj funkcionáři. Sparta v Barceloně před 65 tisíci diváky vyhrála 3:2 a dva góly Sparty vstřelil právě Jaroslav Kopejtko-Prokop. V brance Barcelony stál tehdejší nejslavnější brankář světa Ricardo Zamora, velký konkurent i přítel Františka Pláničky.
Z Viktorky odešel do Malostranského SK a následně do AFK Union Žižkov, kde vykonával funkci trenéra. Za Viktorii Žižkov sehrál 232 zápasů za první mužstvo a nastřílel 380 gólů.